# Цзиян (місто)
Цзиян (кит. спр. 资阳市, піньїнь: Zīyáng Shì) — місто-округ в китайській провінції Сичуань. 

## Географія
Цзиян розташовується у центрально-східній частині провінції.

### Клімат
Місто знаходиться у зоні, котра характеризується вологим субтропічним кліматом. Найтепліший місяць — серпень із середньою температурою 26.5 °C (79.7 °F). Найхолодніший місяць — січень, із середньою температурою 6.6 °С (43.9 °F).
| Клімат Цзияна (район Яньцзян) | Клімат Цзияна (район Яньцзян) | Клімат Цзияна (район Яньцзян) | Клімат Цзияна (район Яньцзян) | Клімат Цзияна (район Яньцзян) | Клімат Цзияна (район Яньцзян) | Клімат Цзияна (район Яньцзян) | Клімат Цзияна (район Яньцзян) | Клімат Цзияна (район Яньцзян) | Клімат Цзияна (район Яньцзян) | Клімат Цзияна (район Яньцзян) | Клімат Цзияна (район Яньцзян) | Клімат Цзияна (район Яньцзян) | Клімат Цзияна (район Яньцзян) |
| Показник                      | Січ.                          | Лют.                          | Бер.                          | Квіт.                         | Трав.                         | Черв.                         | Лип.                          | Серп.                         | Вер.                          | Жовт.                         | Лист.                         | Груд.                         | Рік                           |
| Середня температура, °C       | 6,6                           | 8,2                           | 12,8                          | 17,8                          | 22                            | 24,2                          | 26,3                          | 26,5                          | 22                            | 17,8                          | 12,9                          | 8,2                           | 17,1                          |
| Норма опадів, мм              | 13.2                          | 17.3                          | 28.6                          | 65.3                          | 105.1                         | 143.5                         | 259.3                         | 242.1                         | 151.7                         | 67.4                          | 29.6                          | 12.2                          | 1135.3                        |
| Днів з опадами                | 10,2                          | 10                            | 11,5                          | 13,8                          | 16,4                          | 16,5                          | 15,5                          | 14,4                          | 17,3                          | 17,4                          | 12,6                          | 10,2                          | 165,8                         |
| Вологість повітря, %          | 77.8                          | 75.4                          | 72.5                          | 72.4                          | 73.1                          | 77.9                          | 79.8                          | 77.9                          | 80.9                          | 82                            | 81                            | 80.6                          | 77.6                          |
| ----------------------------- | ----------------------------- | ----------------------------- | ----------------------------- | ----------------------------- | ----------------------------- | ----------------------------- | ----------------------------- | ----------------------------- | ----------------------------- | ----------------------------- | ----------------------------- | ----------------------------- | ----------------------------- |
| Джерело: Weatherbase          |                               |                               |                               |                               |                               |                               |                               |                               |                               |                               |                               |                               |                               |